# Seznam dílů seriálu Quantico
Toto je seznam dílů seriálu Quantico.

## Přehled řad
| Řada | Díly | Premiéra v USA | Premiéra v USA  |
| Řada | Díly | První díl      | Poslední díl    |
| ---- | ---- | -------------- | --------------- |
| 1    | 22   | 27. září 2015  | 15. května 2016 |
| 2    | 22   | 25. září 2016  | 15. května 2017 |
| 3    | 13   | 26. dubna 2018 | 3. srpna 2018   |

## Seznam dílů

### První řada (2015–2016)
| Č. v seriálu | Č. v řadě | Původní název | Český název | Režie                 | Scénář                                | Premiéra v USA     |
| ------------ | --------- | ------------- | ----------- | --------------------- | ------------------------------------- | ------------------ |
| 1            | 1         | Run           | Uteč        | Marc Munden           | Joshua Safran                         | 27. září 2015      |
| 2            | 2         | America       | Amerika     | Stephen Kay           | Joshua Safran                         | 4. října 2015      |
| 3            | 3         | Cover         | Krytí       | Jennifer Lynchová     | Jordon Nardino                        | 11. října 2015     |
| 4            | 4         | Kill          | Zabij       | Rachel Morrison       | Cherien Dabis                         | 18. října 2015     |
| 5            | 5         | Found         | Nalezeno    | David McWhirter       | Jake Coburn a Justin Brenneman        | 25. října 2015     |
| 6            | 6         | God           | Bůh         | Peter Leto            | Beth Schacter                         | 1. listopadu 2015  |
| 7            | 7         | Go            | Běž         | Patrick Norris        | Logan Slakter                         | 8. listopadu 2015  |
| 8            | 8         | Over          | Konec       | James Whitmore, Jr.   | Justin Brennenman a Sharbari Z. Ahmed | 15. listopadu 2015 |
| 9            | 9         | Guilty        | Vina        | Stephen Kay           | Cameron Litvack                       | 29. listopadu 2015 |
| 10           | 10        | Quantico      | Quantico    | Paul Edwards          | Jordon Nardino                        | 6. prosince 2015   |
| 11           | 11        | Inside        | Uvnitř      | Thor Freudenthal      | Joshua Safran                         | 13. prosince 2015  |
| 12           | 12        | Alex          | Alex        | Jamie Payne           | Jake Coburn                           | 6. března 2016     |
| 13           | 13        | Clear         | Očištění    | Jamie Barber          | Sharbari Z. Ahmed                     | 13. března 2016    |
| 14           | 14        | Answer        | Odpověď     | Jennifer Lynchová     | Beth Schacter                         | 20. března 2016    |
| 15           | 15        | Turn          | Zvrat       | David McWhirter       | Cameron Litvack a Logan Slakter       | 27. března 2016    |
| 16           | 16        | Clue          | Stopa       | Steve Robin           | Justin Brenneman                      | 3. dubna 2016      |
| 17           | 17        | Care          | Péče        | Felix Enríquez Alcala | Logan Slakter a Braden Marks          | 10. dubna 2016     |
| 18           | 18        | Soon          | Brzy        | P. J. Pesce           | Cherien Dabis                         | 17. dubna 2016     |
| 19           | 19        | Fast          | Rychle      | J. Miller Tobin       | Dan Pulick                            | 24. dubna 2016     |
| 20           | 20        | Drive         | Jízda       | Ron Underwood         | Jake Coburn                           | 1. května 2016     |
| 21           | 21        | Right         | Vpravo      | Holly Dale            | Cameron Litvack                       | 8. května 2016     |
| 22           | 22        | Yes           | Ano         | Larry Teng            | Joshua Safran                         | 15. května 2016    |

### Druhá řada (2016–2017)
| Č. v seriálu | Č. v řadě | Původní název | Režie              | Scénář                            | Premiéra v USA     |
| ------------ | --------- | ------------- | ------------------ | --------------------------------- | ------------------ |
| 23           | 1         | Kudove        | Patrick Norris     | Joshua Safran a Logan Slakter     | 25. září 2016      |
| 24           | 2         | Lipstick      | Patrick Norris     | Cami Delavigne                    | 2. října 2016      |
| 25           | 3         | Stescalade    | Jennifer Lynchová  | Beth Schacter                     | 16. října 2016     |
| 26           | 4         | Kubark        | Steve Robin        | Jordon Nardino                    | 23. října 2016     |
| 27           | 5         | Kmforget      | Jennifer Lynchová  | Cameron Litvack                   | 30. října 2016     |
| 28           | 6         | Aquiline      | Hanelle Culpepper  | Jorge Zamacona                    | 6. listopadu 2016  |
| 29           | 7         | Lcflutter     | Steve Robin        | Gideon Yago                       | 13. listopadu 2016 |
| 30           | 8         | Odenvy        | Reza Tabrizi       | Justin Brenneman                  | 27. listopadu 2016 |
| 31           | 9         | Cleopatra     | Gideon Raff        | Marisha Mukerjee                  | 23. ledna 2017     |
| 32           | 10        | Jmpalm        | David McWhirter    | Braden Marks                      | 30. ledna 2017     |
| 33           | 11        | Zrtorch       | Kenneth Fink       | Logan Slakter                     | 6. února 2017      |
| 34           | 12        | Fallenoracle  | Ralph Hemecker     | Jordon Nardino a Justin Brenneman | 13. února 2017     |
| 35           | 13        | Epicshelter   | Constantine Makris | Beth Schacter a Marisha Mukerjee  | 20. února 2017     |
| 36           | 14        | Lnwilt        | Norman Buckley     | Joshua Safran a Gideon Yago       | 20. března 2017    |
| 37           | 15        | Mockingbird   | Patrick Norris     | Cameron Litvack a Cami Delavigne  | 27. března 2017    |
| 38           | 16        | Mktopaz       | Constantine Makris | Jon Derengowski a Sara Miller     | 3. dubna 2017      |
| 39           | 17        | Odyoke        | Steve Robin        | Jordon Nardino                    | 10. dubna 2017     |
| 40           | 18        | Kumonk        | David McWhirter    | Justin Brenneman                  | 17. dubna 2017     |
| 41           | 19        | Mhorder       | Jennifer Lynchová  | Logan Slakter a Gideon Yago       | 24. dubna 2017     |
| 42           | 20        | GlobalReach   | Cherien Dabis      | Beth Schacter                     | 1. května 2017     |
| 43           | 21        | Rainbow       | Patrick Norris     | Cameron Litvack                   | 8. května 2017     |
| 44           | 22        | Resistance    | Jim McKay          | Joshua Safran                     | 15. května 2017    |

### Třetí řada (2018)
| Č. v seriálu | Č. v řadě | Původní název       | Český název    | Režie               | Scénář                           | Premiéra v USA    |
| ------------ | --------- | ------------------- | -------------- | ------------------- | -------------------------------- | ----------------- |
| 45           | 1         | The Conscience Code | Kód svědomí    | Russell Lee Fine    | Michael Seitzman                 | 26. dubna 2018    |
| 46           | 2         | Fear and Flesh      | Strach a kůže  | Alexandra Kalymnios | Dave Kalstein                    | 3. května 2018    |
| 47           | 3         | Hell's Gate         | Brána do pekla | Constantine Makris  | Tom Mularz                       | 10. května 2018   |
| 48           | 4         | Spy Games           | Špionážní hry  | Kevin Sullivan      | Julia Cohen                      | 25. května 2018   |
| 49           | 5         | The Blood of Romeo  | Romeova krev   | David McWhirter     | Adam Armus                       | 1. června 2018    |
| 50           | 6         | The Heavens Fall    | Padaj nebesa   | Russell Lee Fine    | Michael Brandon Guercio          | 15. června 2018   |
| 51           | 7         | Bullet Train        | Rychlovlak     | Rob Bowman          | Tom Mularz a Gideon Yago         | 22. června 2018   |
| 52           | 8         | Deep Cover          | Krytí          | Jim McKay           | Cole Maliska a Joe Webb          | 29. června 2018   |
| 53           | 9         | Fear Feargach       | Strach         | P. J. Pesce         | Dave Kalstein a Matthew Klam     | 6. července 2018  |
| 54           | 10        | No Place Is Home    | Doma je doma   | Kenneth Fink        | Gisselle Legere a Julia Cohen    | 13. července 2018 |
| 55           | 11        | The Art of War      | Umění války    | Jennifer Phang      | Adam Armus a Tom Mularz          | 20. července 2018 |
| 56           | 12        | Ghosts              | Duchové        | Russell Lee Fine    | Julia Cohen a Matthew Klam       | 27. července 2018 |
| 57           | 13        | Who Are You?        | Kdo jsi?       | Russell Lee Fine    | Dave Kalstein a Michael Seitzman | 3. srpna 2018     |